# Mustela
Мустела (Mustela) — рід хижих ссавців з родини мустелових (Mustelidae).
Українська назва роду Mustela є неусталеною, оскільки значна частина видів і видових груп має свої власні назви (ласка, тхір, норка, колонок тощо). Рід фігурує в літературі під дуже різними назвами, як правило назвами однієї з груп: «горностай», «ласка», «тхір», «тхори і ласки». Типовим видом роду Mustela і найвідомішим його представником є горностай (Mustela erminea).

## ГрупиMustelaв Україні
Різноманіття назв пов'язано з доброю відомістю видів (видових груп) та з поділом роду на низку підродів, яким нерідко надають ранг окремих родів:
- група (підрід/рід) Mustela s. str. — горностай (в Україні два види — горностай і ласиця)
- група (підрід/рід) Putorius — тхір (в Україні два види — тхір темний і тхір степовий)
- група (підрід/рід) Lutreola — норка (в Україні один вид — норка [норка європейська])
- група (підрід/рід) Neovison — візон (в Україні один вид — візон [норка американська])

Останню групу з 2000 року розглядають окремо від роду Mustela, як рід «американських тхорів» («американських норок») — візон. Попри таку віддаленість від інших видів, у практиці ведення мисливського господарства в Україні візона і норку облікують разом під спільною назвою «норка вільна» (державна статистична звітність за формою «2тп-мисливство»).

## Сучасна систематика
За зведенням «Види ссавців світу» (2005), у складі роду Мустела визнають такі 17 видів (в дужках — назви підвидів):
Рід Мустела — Mustela (типовий вид роду: Mustela erminea — горностай)

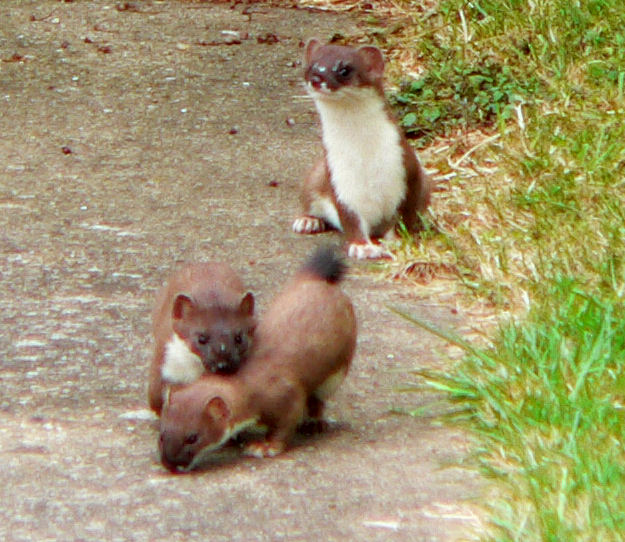
Горностай

- Підрід Mustela (Linnaeus, 1758) — білочерева мустела, горностай
  - Мустела алтайська, солонгой — Mustela altaica (altaica, birulai, raddei, temon)
  - Горностай — Mustela erminea (erminea, aestiva, alascensis, anguinae, arctica, augustidens, bangsi, celenda, cigognanii, fallenda, ferghanae, gulosa, haidarum, hibernica, initis, invicta, kadiacensis, kaneii, karaginensis, lymani, martinoi, minima, mongolica, muricus, nippon, ognevi, olympica, polaris, richardsonii, ricinae, salva, seclusa, semplei, stabilis, streatori, teberdina, tobolica)
  - Мустела жовтошия — Mustela kathiah (kathiah, caporiaccoi)
  - Мустела ласиця — Mustela nivalis (nivalis, allegheniensis, boccamela, campestris, caucasica, eskimo, heptneri, mosanensis, namiyei, numidica, pallida, pygmaea, rixosa, rossica, russelliana, stoliczkana, tonkinensis, vulgaris)
  - Мустела єгипетська — Mustela subpalmata.
- Підрід Putorius (Cuvier, 1817) — тхір
  - Тхір степовий — Mustela eversmanni (eversmanni, admirata, amurensis, hungarica, larvatus, michnoi, talassicus)
  - Тхір чорноногий, мустела американська — Mustela nigripes
  - Тхір лісовий — Mustela putorius (putorius, anglia, aureola, caledoniae, furo, mosquensis, rothschildi)
- Підрід Lutreola (Wagner, 1841) — норка

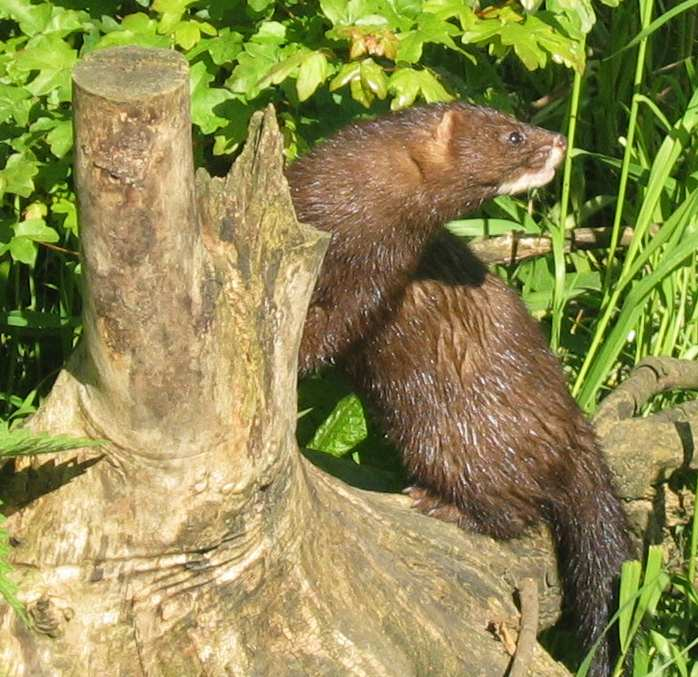
норка європейська
(Mustela lutreola)

- - Мустела (норка) європейська — Mustela lutreola (lutreola, biedermanni, binominata, cylipena, novikovi, transsylvanica, turovi)
  - Мустела (норка) ітатсі — Mustela itatsi
  - Мустела (норка) сибірська, колонок — Mustela sibirica (sibirica, canigula, charbinensis, coreanus, davidiana, fontanierii, hodgsoni, manchurica, moupinensis, quelpartis, subhemachalana)
  - Мустела (норка) яванська — Mustela lutreolina
  - Мустела (норка) малайська — Mustela nudipes (nudipes, leucocephalus)
  - Мустела (норка) білосмуга — Mustela strigidorsa

- - Вимерлі види:

M. buwaldi Merriam 1919 — Мохаве, Каліфорнія
M. jacksoni Storer 2004 — ранній плейстоцен території Юкон, Канада
M. meltoni Bjork 1973 — верхній пліоцен південно-західного Канзасу
M. ogygia Matthew 1901 — верхній міоцен Колорадо
M. palaeattica Weithofer 1888 — міоцен Греції й Молдови
M. palermina Petényi 1934 — середній плейстоцен центральної та східної Європи
M. praenivalis Kormos 1934 — четвертинний період Бельгії, Угорщини, Румунії; пліоцен — плейстоцен Франції; пліоцен Угорщини
M. rexroadensis Hibbard 1950 — 4.9 — 1.8 Ma США
M. spelaea Holl 1829 — Чехія